# Đường Lâm (nhà Đường)
Đường Lâm (chữ Hán: 唐临, 600? – 659?), tên tự là Bổn Đức, tịch quán ở Trường An, Kinh Triệu , là quan viên nhà Đường trong lịch sử Trung Quốc.

## Thân thế
Ông tổ 5 đời của Lâm là Đường Sủy, đầu đời Bắc Ngụy làm đến Bắc Hải thái thú, nên định cư ở Bình Thọ, Bắc Hải .
Ông kỵ là Đường Luân, làm đến Thanh Châu thứ sử (quận Bắc Hải thuộc Thanh Châu).
Ông cụ là Đường Vĩnh, làm đến Đông Ung Châu thứ sử, Vệ tướng quân, Bình Thọ bá, sử cũ có truyện. Vĩnh phục vụ chánh quyền Tây Ngụy, dời nhà vào Quan Trung.
Ông nội là Đường Cấn, làm đến Tư tông trung đại phu, kiêm Nội sử, Cô Tạng huyện công, tặng Tiểu tông bá, sử cũ có truyện.
Không rõ cha của Lâm là ai; bác của ông là Đường Lệnh Tắc, làm đến Thái tử tả thứ tử cuối niên hiệu Khai Hoàng đời Tùy Văn đế. Thái tử Dương Dũng bị phế, Văn đế kết luận Lệnh Tắc siểm nịnh thái tử, khép tội chết.

## Sự nghiệp
Lâm từ nhỏ đã cùng anh trai Đường Kiểu có tiếng là tài năng. Đầu niên hiệu Vũ Đức thời Đường Cao Tổ, Thái tử Lý Kiến Thành thống lãnh quân đội đông chinh, Lâm đến gặp ông ta, hiến sách lược bình định Trịnh đế Vương Thế Sung, được thái tử tiến dẫn làm Trực điển thư phường, sau đó thụ chức Hữu vệ soái phủ Khải tào tham quân.
Sau sự biến Huyền Vũ môn, Lâm ra làm Vạn Tuyền (huyện) thừa, sau đó được thăng làm Thị ngự sử. Ít lâu sau Lâm phụng mệnh đi sứ Lĩnh Ngoại (tức Lĩnh Nam), tra xét việc bọn Giao Châu thứ sử Lý Đạo Ngạn kết án oan hơn 3000 người là cướp. Sau đó Lâm được chuyển làm Hoàng môn thị lang, gia chức Ngân thanh Quang lộc đại phu.
Đường Cao Tông nối ngôi (649), Lâm được làm Kiểm hiệu Lại bộ thị lang. Năm ấy, Lâm được thăng làm Đại Lý khanh. Cao Tông hỏi Lâm số lượng tù nhân, Lâm xem xét rồi đáp chẳng gì không tường tận. Đế vui vẻ nói: “Trẫm xưa ở Đông cung, khanh đã làm việc cho trẫm; trẫm kế thừa đại vị, khanh lại ở chức gần gũi, nhằm nương tựa vào nhau như ngày nào, nên mới thụ cho khanh nhiệm vụ này. Mà cơ yếu của quốc gia, nằm ở hình pháp; pháp luật nghiêm khắc thì hại người, pháp luật khoan dung thì lọt tội, vì thế cần phải trung dung, mới vừa ý trẫm vậy.” Cao Tông lại đích thân xét hỏi tử tù, phát hiện những người kêu oan đều bị kết án bởi các Đại Lý khanh tiền nhiệm, còn những người bị kết án bởi Lâm đều thừa nhận tội trạng, không thể nói gì. Đế than thở hồi lâu mà nói rằng: “Làm ngục giả thì nên như vậy!”
Năm Vĩnh Huy đầu tiên (650), Lâm được làm Ngự sử đại phu. Năm sau (651), Hoa Châu thứ sử Tiêu Linh Chi bị phát giác tội ăn hối lộ khi còn làm Quảng Châu đô đốc; ông ta là quan viên đứng đầu địa phương, lại là cháu 5 đời của Nam Tề Cao đế, tức là dòng dõi quý tộc, nên theo định chế phải do quần thần nghị luận. Mọi người bàn rằng Linh Chi đáng tội chết, Cao Tông giận, lệnh cho xử tử ông ta ở triều đường. Lâm biết ý Cao Tông không muốn giết Linh Chi (vì ông ta là đồng tộc với Tiêu Thục phi) nên tâu rằng Linh Chi tuy đáng tội chết, nhưng xét thân phận tôn quý của ông ta, không nên phán quá nặng. Cao Tông đồng ý, đày Linh Chi ra Lĩnh Ngoại.
Lâm được thăng làm Hình bộ thượng thư, gia Kim tử quang lộc đại phu, lần lượt làm Thượng thư các bộ Binh, Độ chi, Lại. Ban đầu, Lai Tế (con trai danh tướng Lai Hộ Nhi nhà Tùy) bị trích ra Đài Châu , Lý Nghĩa Phủ bị trích ra Phổ Châu . Khi Lâm làm Lại bộ thượng thư, tâu xin lấy Hứa Y làm Giang Nam tuần sát sứ, Trương Luân làm Kiếm Nam tuần sát sứ; Y vốn thân thiện với Tế, mà Luân hiềm khích với Nghĩa Phủ. Võ hậu vốn quan tâm Nghĩa Phủ, đến năm Hiển Khánh thứ 4 (659), xét thấy việc ấy, bắt lỗi Lâm sắp xếp quan lại có ý riêng , biếm ông làm Triều Châu thứ sử.
Lâm mất khi đang ở chức, hưởng thọ 60 tuổi.

## Trước tác
Lâm trước tác Minh báo ký (冥报记) 2 quyển, ghi chép sự tích trong niên hiệu Vĩnh Huy (650 – 655), ngày nay vẫn còn. Minh báo ký được xuất bản gần nhất vào năm 1959 bởi Nhà xuất bản Văn học Nhân Dân (Trung Quốc).

## Tính cách
Khi Lâm làm Vạn Tuyền huyện thừa, trong nhà tù của huyện có mười mấy tù nhân phạm tội nhẹ, gặp lúc cuối xuân có thời tiết tốt, Lâm trình bày với huyện lệnh xin thả họ ra để kịp gieo cấy vụ mùa, Lệnh không cho. Lâm tự nhận bảo lãnh cho họ, Lệnh mới đồng ý; Lâm cho tù nhân về nhà để làm ruộng, ước định với họ thời điểm quay lại nhà tù. Tù nhân cảm ơn ấy, đến hẹn đều quay về nhà tù, Lâm nhờ đó mà nổi tiếng.
Khi Lâm làm Thị ngự sử, Đại phu Vi Đĩnh quen thói đứng không đúng vị trí của mình trong buổi chầu, hôm ấy ông ta vượt lên để nói chuyện với Giang Hạ vương Lý Đạo Tông; Lâm tiến đến, nói: “Vương gây rối ban.” Đạo Tông đáp: “Cùng đại phu nói chuyện, có sao đâu!” Lâm lại nói: “Đại phu cũng gây rối ban.” Đĩnh thất sắc, mọi người đều sợ phục.
Lâm sanh hoạt kiệm ước kềm chế, không sửa sang nhà cửa, ăn mặc đều giản dị; ông tính xử thế khoan dung rộng rãi, không tìm cách phơi bày lỗi lầm của người khác. Lâm từng muốn điếu tang, sai gia đồng về nhà lấy cho mình cái áo trắng, gia đồng lấy nhầm áo khác, sợ không dám dâng lên. Lâm dò biết được, sai người gọi cậu ta đến, nói rằng: “Hôm nay khí nghịch , không nên thương khóc, trước đòi lấy áo trắng, hãy tạm dừng việc ấy.” Lâm từng lệnh cho người ta nấu thuốc, kẻ ấy làm hỏng mất. Lâm dò biết được, nói rằng: “Âm ám không nên uống thuốc, hãy lập tức bỏ đi.”

## Gia đình
Anh trai là Đường Kiểu, đầu niên hiệu Vũ Đức làm Ký thất của phủ Tần vương Lý Thế Dân, theo Tần vương chinh chiến, chuyên coi thư hịch, được đãi ngộ thân thiết. Trong niên hiệu Trinh Quan thời Đường Thái Tông, Kiểu dần được thăng đến Lại bộ thị lang. Buổi đầu của nhà Đường, triều đình tuyển chọn quan lại không đặt ra giới hạn thời gian, gặp người thì bổ nhiệm; đến thời thái bình, tuyển chọn ít đi, Kiểu mới xin tổ chức tuyển chọn bắt đầu từ đầu mùa đông, đến cuối mùa xuân thì hoàn tất, trở thành phép tắc của các triều đại từ đây về sau. Kiểu làm đến Ích Châu trưởng sử, mất khi đang ở chức, được tặng Thái Thường khanh.
Con trai là Đường Chi Kỳ, trong niên hiệu Điều Lộ (679 – 680) làm đến Cấp sự trung; vì Chi Kỳ từng làm liêu thuộc của Chương Hoài thái tử Lý Hiền, nên bị kết tội lưu đày ra vùng biên. Năm Văn Minh đầu tiên (684) thời Đường Duệ Tông (ở ngôi lần thứ nhất), Chi Kỳ được khởi làm Quát Thương (huyện) lệnh, cùng Từ Kính Nghiệp dấy binh chống lại Võ hậu, thất bại bị giết.
Cháu nội là Đường Thiệu, cố sự được chép phụ liệt truyện của Lâm.